# Sede titolare di Apamea di Siria dei Greco-Melchiti
Apamea di Siria dei Greco-Melchiti (in latino Apamena in Syria Graecorum Melkitarum) è una sede titolare vescovile della Chiesa cattolica.
Dal 1980 Apamea di Siria dei Greco-Melchiti è annoverata tra le sedi vescovili titolari della Chiesa cattolica; dal 20 dicembre 2019 il vescovo titolare è Joseph Khawam, B.A., esarca apostolico di Venezuela dei Melchiti ed amministratore apostolico sede vacante dell'eparchia di Nostra Signora del Paradiso di Città del Messico dei Melchiti.

## Cronotassi dei vescovi titolari
- Jean Mansour, S.M.S.P. † (19 agosto 1980 - 17 novembre 2006 deceduto)
- Joseph Khawam, B.A., dal 20 dicembre 2019